# Slide Rock State Park
Slide Rock State Park ist ein State Park im nördlich-zentralen US-Bundesstaat Arizona. Er liegt im Canyon des Oak Creek 11 km nördlich der Stadt Sedona auf dem Gebiet des Coconino National Forest und wird vom U.S. Forest Service verwaltet. Große rote für die Region typische Felsformationen umgeben den Park.
Namensgebend für den Park ist eine natürliche Wasserrutsche im Fluss, die für die touristischen Bedeutung des Gebietes bestimmend wurde. Der State Park liegt im Red Rock County, der Region im Süden des Colorado-Plateaus, die durch markante, farbige Sandstein-Felsen geprägt wird.
Das Gebiet wurde von Frank L. Pendley entwickelt, der seit 1907 in dem Canyon lebte und unter dem Homestead Act im Jahre 1910 Land erwarb. Pendley entwickelte ein heute noch genutztes Bewässerungssystem und pflanzte 1912 den ersten Apfelbaum. Daraus entwickelte er eine 43 Acre umfassende Apfelbaumplantage. Der Staat stellte 1914 eine durch den Canyon führende Straße fertig und Pendley baute 1933 rustikale Touristenhütten, die teilweise noch heute genutzt werden. Viele bekannte Hollywood-Filme wurden in der Gegend gedreht. Das damalige The Pendley Homestead genannte Gebiet wurde von Arizona State Parks 1985 gekauft und im Oktober 1987 als Slide Rock State Park eröffnet. Am 23. Dezember 1991 wurde der auf Pendley zurückgehende Teil des Parks als Historic District in das National Register of Historic Places aufgenommen. Die Apfelfarm ist einer der wenigen landwirtschaftlichen Betriebe, die im Oak Creek Canyon heute noch bewirtschaftet werden. Im Slide Rock State Park gibt es drei kurze Wanderwege, den Pendley Homestead Trail, die Slide Rock Route und den Clifftop Nature Trail. Längere Wanderwege stehen im Coconino National Forest zur Verfügung.
Der Slide Rock State Park ist während der Sommermonate eine der meistbesuchten Touristenattraktionen in Arizona. Landschaftsaufnahmen des Parkes werden national und international in allen Medien veröffentlicht.